# 카롤리네 그라함 한센
카롤리네 그라함 한센(노르웨이어: Caroline Graham Hansen, 1995년 2월 18일 ~ )은 노르웨이의 여자 축구 선수이다. 포지션은 윙어이며, 현재 스페인 프리메라 디비시온 페메니나의 FC 바르셀로나 페메니에 소속되어 있다.

## 클럽 경력
15세 시절이던 2010년에 륀 포트발에 입단하면서 선수 생활을 시작했으며 륀 U-16 여자부의 노르웨이 U-16 여자컵 우승에 기여했다. 2010년 8월에 스타베크에 입단하면서 톱세리엔 무대에 데뷔했고 스타베크의 톱세리엔 2회 우승, 노르웨이 여자컵 3회 우승에 기여했다.
2013년 8월에는 스웨덴 다말스벤스칸 우승 팀인 튀레쇠 FF에 입단했으며 2013-14 UEFA 여자 챔피언스리그에서 튀레쇠의 8강전 진출에 기여했다. 2014년 1월에 노르웨이에서의 고등학교 교육을 마치기 위해 스타베크에 복귀했고 2014년 6월에 고등학교를 졸업하게 된다.
2014년 5월에는 독일 프라우엔-분데스리가 소속 여자 축구 클럽인 VfL 볼프스부르크로 이적했고 볼프스부르크의 프라우엔-분데스리가 3회 우승, 여자 DFB-포칼 5회 우승에 기여했다. 2019년 5월에는 스페인 프리메라 디비시온 페메니나 소속 여자 축구 클럽인 FC 바르셀로나 페메니와 2년 계약을 체결했다.

## 국가대표 경력
이탈리아에서 개최된 2011년 UEFA U-19 여자 축구 선수권 대회에서 노르웨이의 준우승에 기여했으며 일본에서 개최된 2012년 FIFA U-20 여자 월드컵에서 노르웨이의 8강전 진출에 기여했다.
2011년 10월 26일에 열린 벨기에와의 UEFA 여자 유로 2013 예선 경기에 처음 출전하면서 노르웨이 여자 축구 국가대표팀 선수로 데뷔했다. 2012년 6월 16일에 열린 불가리아와의 UEFA 여자 유로 2013 예선 경기에서 자신의 국가대표팀 첫 골을 기록했는데 노르웨이는 불가리아에 11-0 승리를 기록했다.
스웨덴에서 개최된 UEFA 여자 유로 2013 본선에서는 스트라이커였던 아다 헤게르베르그와 함께 노르웨이 여자 축구 국가대표팀의 주전 공격수로 활약하면서 노르웨이의 결승전 진출에 기여했는데 노르웨이는 독일과의 결승전에서 0-1로 패배하면서 준우승을 차지하게 된다. 2015년 FIFA 여자 월드컵은 심각한 무릎 부상으로 인해 참가하지 못했지만 UEFA 여자 유로 2017, 2019년 FIFA 여자 월드컵에 참가했다.

## 수상
스타베크
- 톱세리엔 2회 우승 (2010, 2013)
- 노르웨이 여자컵 3회 우승 (2011, 2012, 2013)

VfL 볼프스부르크
- 프라우엔-분데스리가 3회 우승 (2016-17, 2017-18, 2018-19)
- 여자 DFB-포칼 5회 우승 (2014-15, 2015-16, 2016-17, 2017-18, 2018-19)